# Trần Lương Vũ Long
Trần Lương Vũ Long (sinh ngày 12 tháng 03 năm 1988) là một nam diễn viên, diễn viên lồng tiếng, MC người Việt Nam. Anh được biết đến nhiều nhất qua vai diễn "Tiểu Long" trong bộ phim truyền hình thiếu nhi Kính vạn hoa. Ngoài ra, anh từng làm host của Xone FM và dẫn chương trình cho một số chương trình truyền hình.

## Tiểu sử
Anh từng là thành viên trong đội kịch nói Tuổi ngọc (thành viên khác gồm Hoàng Phi, Bùi Công Danh (Trưởng nhóm), Thiện Trung, Lâm Quang Khôi, Hoàng Anh F29966, Minh Triết, Hoàng Chương, Dương Hồng Nhung, Thiên Bảo, Võ Ngọc Trai, Thụy Vũ, Vũ Thanh Bình, Mai Phương, Mai Ka, Thu Ngân, Thanh Phong, Vân Anh, Duy Linh, Phương Bình, Hòa Bình, Kiều Khanh,...) do đạo diễn Lê Cường phụ trách. 
Anh thường được gọi với biệt danh "Tiểu Long" do nổi danh với vai diễn cùng tên trong bộ phim truyền hình thiếu nhi Kính vạn hoa.
Năm 2011, anh từng làm dẫn chương trình cho kênh truyền hình mua sắm SCJ Life On.
Năm 2021, anh làm radio host của Xone FM trong XONE with Stars. 
Năm 2022, anh trở thành MC cho Việt Nam - Đi là ghiền là một chương trình du lịch trải nghiệm kết hợp với ẩm thực văn hóa của HTV. Thông qua chương trình, các nhân vật khách mời sẽ vừa là người dẫn chuyện vừa là người trải nghiệm và giới thiệu các loại hình “Đi - đến - ăn - ở” thú vị, từ TP.HCM đi khắp các tỉnh thành.

## Phim đã tham gia

### Truyền hình
| Năm  | Tựa phim     | Vai diễn               | Đạo diễn                       | Kênh | Nguồn |
| ---- | ------------ | ---------------------- | ------------------------------ | ---- | ----- |
| 2004 | Kính vạn hoa | Tiểu Long              | Nguyễn Minh Chung - Đỗ Phú Hải | HTV9 |       |
| 2006 | Hướng nghiệp | Phú (em trai Thịnh Bò) | Châu Huế                       | HTV9 |       |

### Điện ảnh
- Kính vạn hoa: Bắt đền con ma (2024)

## Chương trình đã tham gia
- Thế giới vui nhộn (HTV) (MC, dẫn chung với Võ Ngọc Trai) [4]
- XONE with Stars (Xone FM) (Radio host)[5]
- Rock Việt - Tiger bùng nổ bản lĩnh” 2022 - Tập 10 (HTV7) (Hội đồng bình chọn - đại diện cho Xone FM)
- Việt Nam - Đi Là Ghiền (HTV9) (MC)[6]

## Đời tư
Trần Lương Vũ Long đã lấy vợ và có một con.